# Національний пантеон (Португалія)
Націона́льний пантео́н (порт. Panteão Nacional) — національний пантеон в Португалії, в місті Лісабон, парафії Сан-Вісенте-де-Фора. Заснований урядовим декретом від 26 вересня 1836 року. Первісно розташовувався у Монастирі єронімітів. 1 грудня 1966 року перенесений до Церкви святої Енграції (порт. Igreja de Santa Engrácia), що була збудована 1586 року коштом португальської інфанти Марії, доньки португальського короля Мануела I. Після знищення церкви штормом в 1682 році її відбудовували три століття, до 1966 року; це породило популярний вислів «спорудження Святої Енграції» (порт. obras de Santa Engrácia) на позначення того, що ніколи не закінчується. Поєднує декілька стилів — бароко, маньєризм, класицизм.

## Поховання
Серед видатних діячів, які поховані в церкві, є президенти Республіки та письменники. Винятками є фадистка Амалія Родрігіш, останки якої були перенесені через два роки після смерті (раніше закон дозволяв перенесення праху до Національного Пантеону лише після чотирьох років після смерті), а також генерал Умберту Делгаду.
Поховані у Національному Пантеоні:
- Алмейда Гарретт, письменник (1799—1854)
- Жуан де Деуш, письменник (1830—1896)
- Мануел де Арріага, президент Республіки (1840—1917)
- Теофілу Брага, президент Республіки (1843—1924)
- Герра Жункейру, письменник (1850—1923)
- Ошкар Кармона, президент Республіки (1869—1951)
- Сідоніу Пайш, президент Республіки (1872—1918)
- Акіліну Рібейру, письменник (1885—1963)
- Умберту Делгаду, опозиціонер режиму Нової держави (1906—1965)
- Амалія Родрігіш, фадистка (1920—1999)

Крім того, у Національному Пантеоні є кенотафи героїв португальської історії. Серед них Нуну Алваріш Перейра, принц Енріке Мореплавець, Вашку да Гама, Педру Алваріш Кабрал, Афонсу де Албукеркі і Луїш де Камойнш.
19 вересня 2007 року письменник Акіліну Рібейру став десятим, перепохованим у Національному Пантеоні, незважаючи на протести деяких груп, що його звинувачують у причетності до тероризму.

## Доступ для відвідувачів
Національний Пантеон відкрито для відвідувачів щодня, крім понеділків, з 10-00 до 17-00 (останній вхід не пізніше 16-40). Закритий — 1 січня, Великодня неділя, 1 травня і 25 грудня.
Вартість квитка для дорослих без пільг становить 8 євро, для власників міжнародних студентських карток (молодіжних карток) — знижка 50 %. Дітям до 14 років, а також по неділях до 14-00 — вхід безкоштовний.

## Галерея зображень

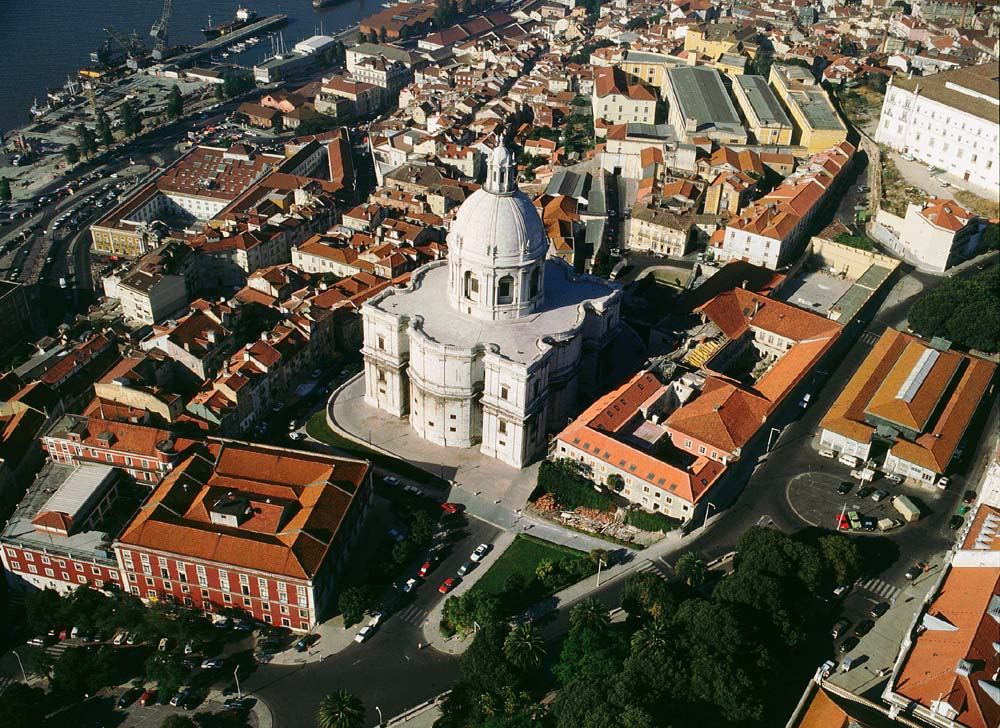
Зовнішній вигляд з висоти пташиного польоту
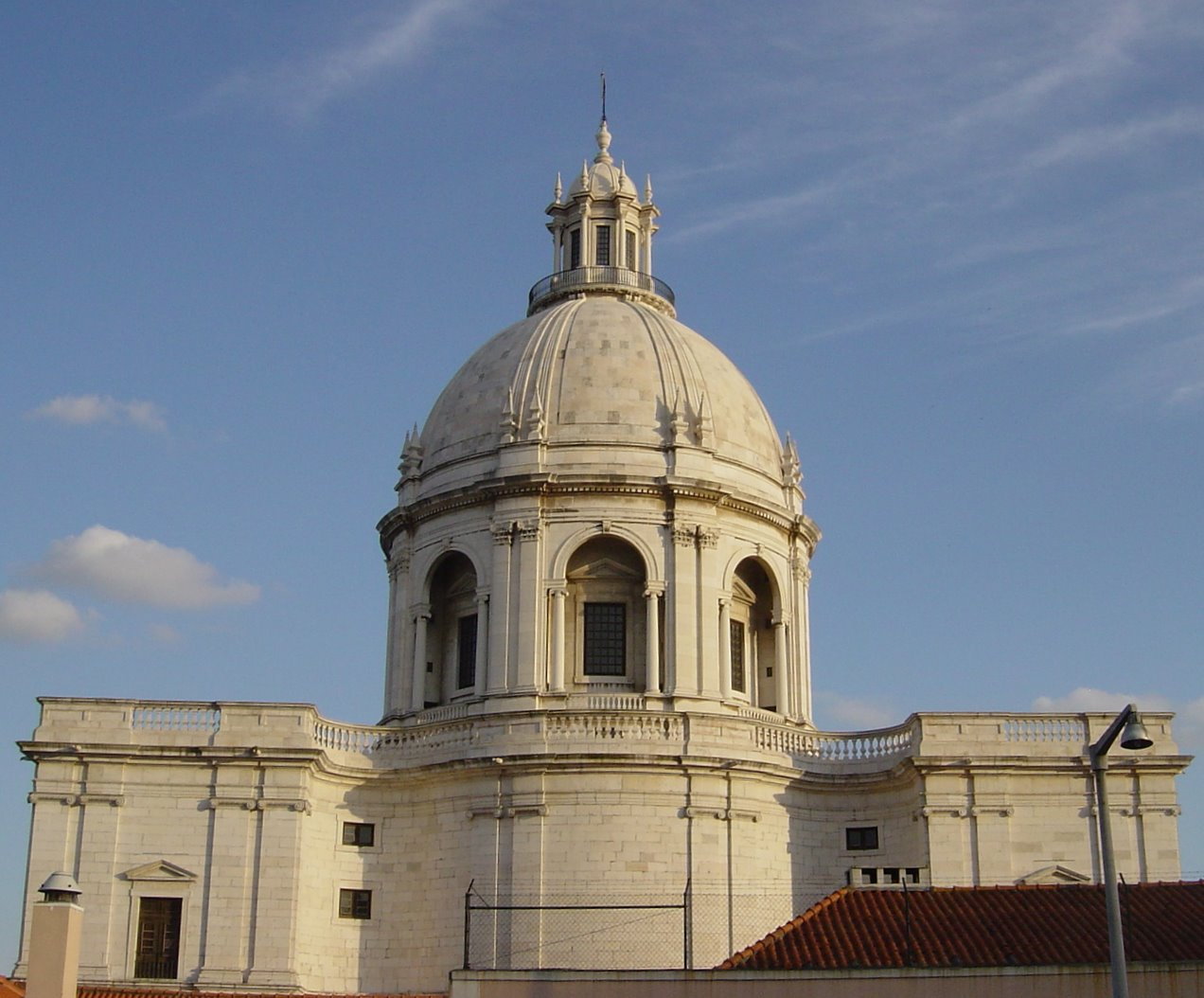
Купольна частина
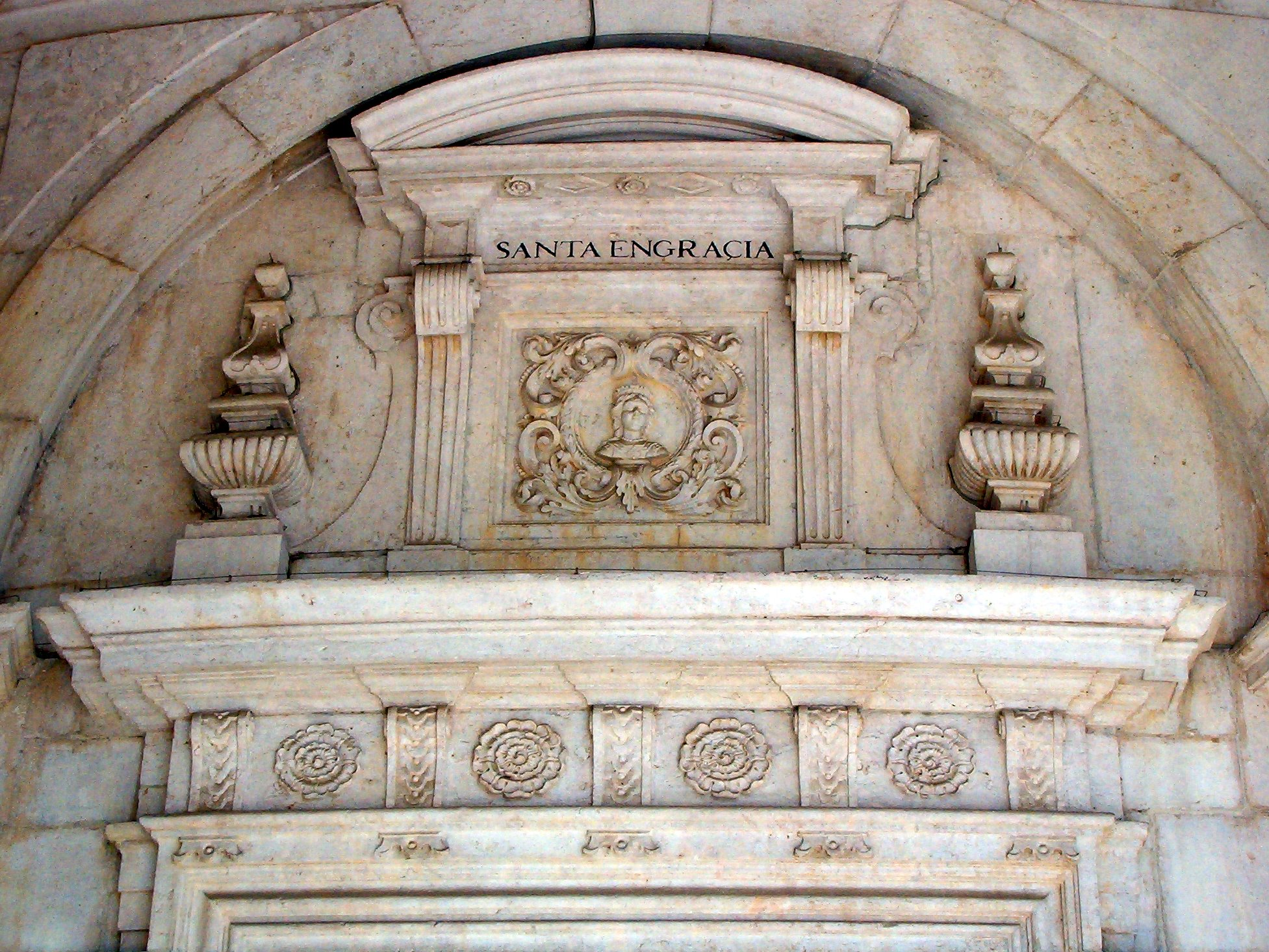
Архітектурна деталь головного входу
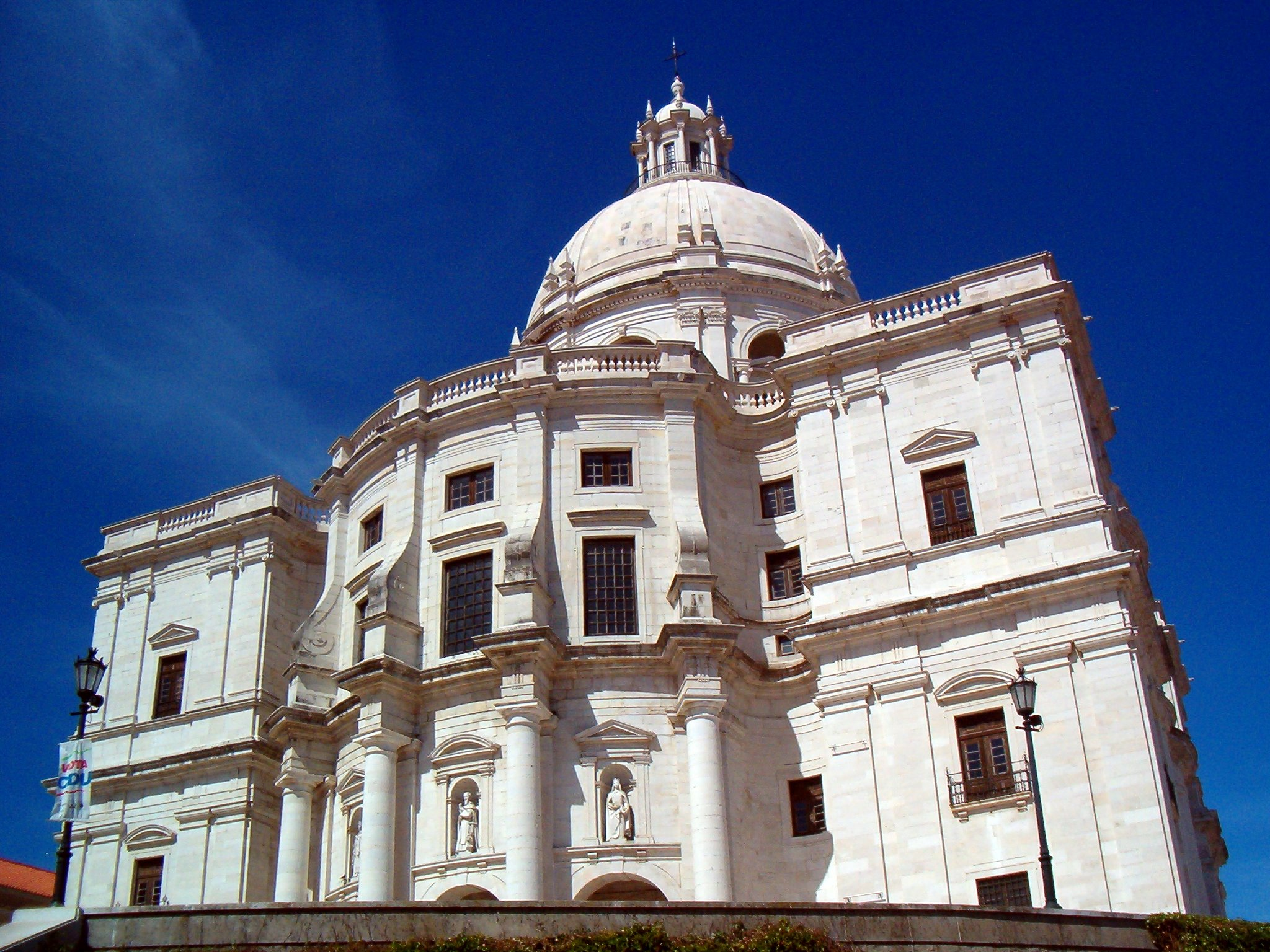
Зовнішній вигляд під кутом
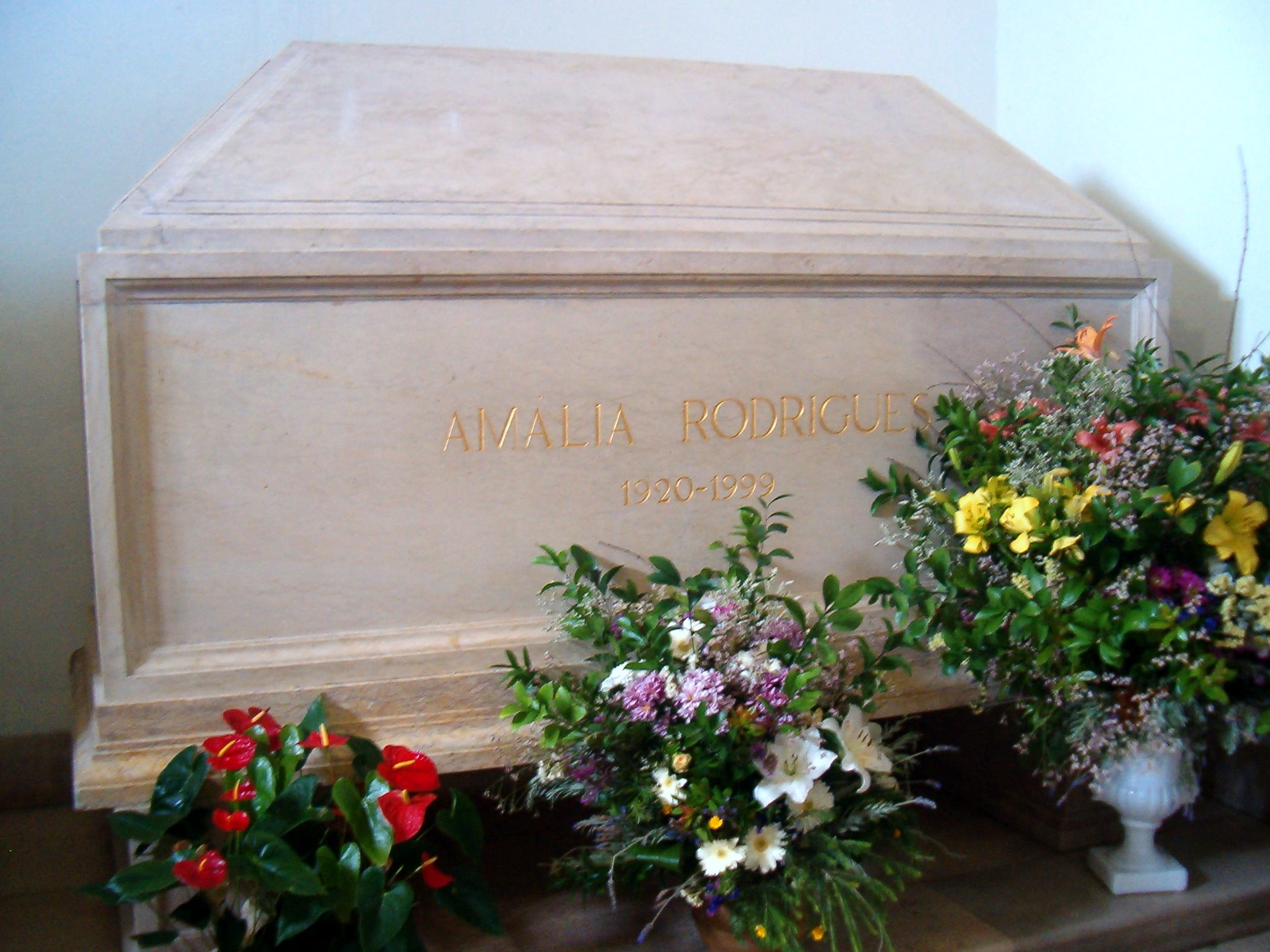
Саркофаг Амалії Родрігіш
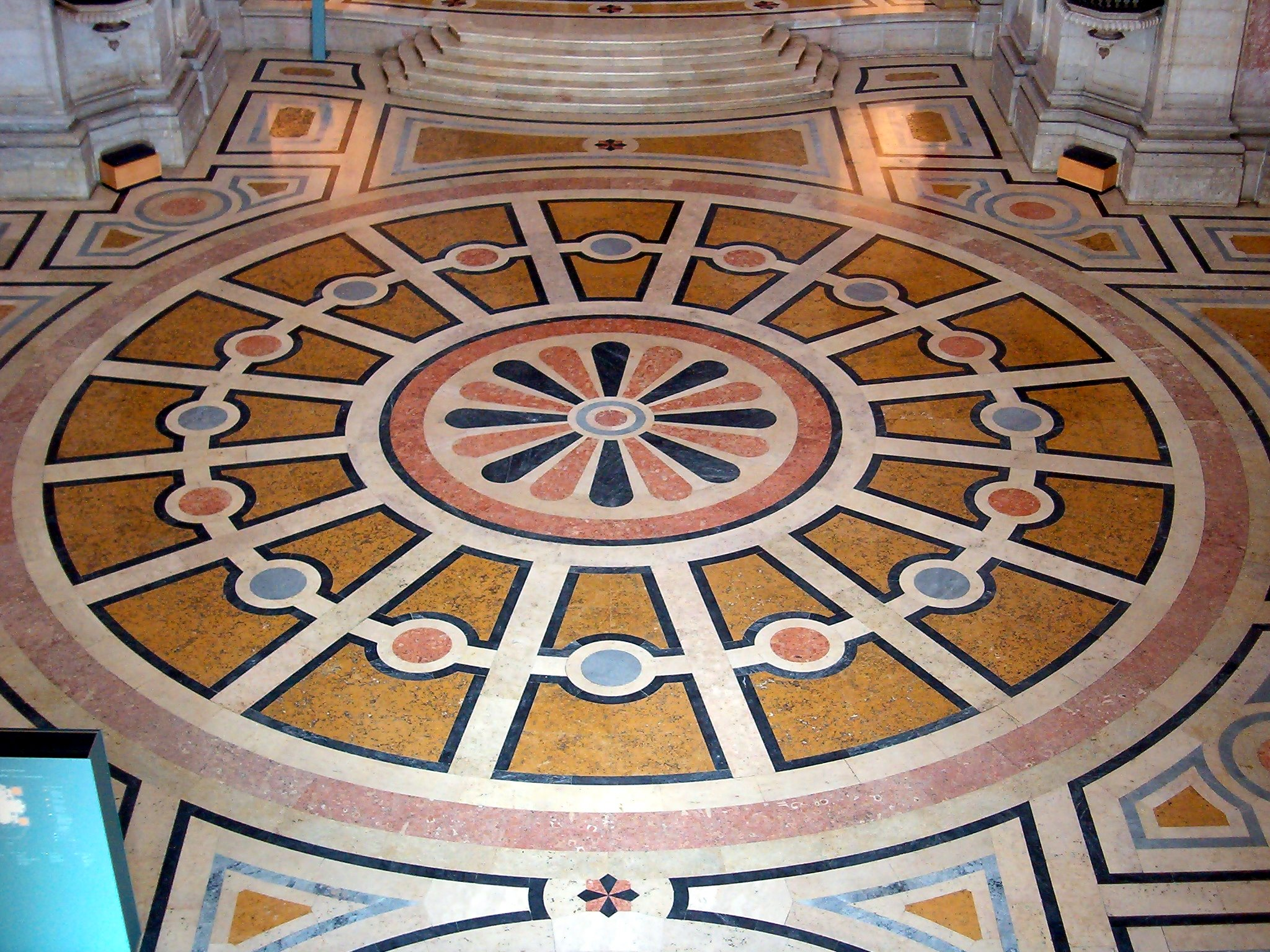
Вимощена різнокольоровим мармуром підлога
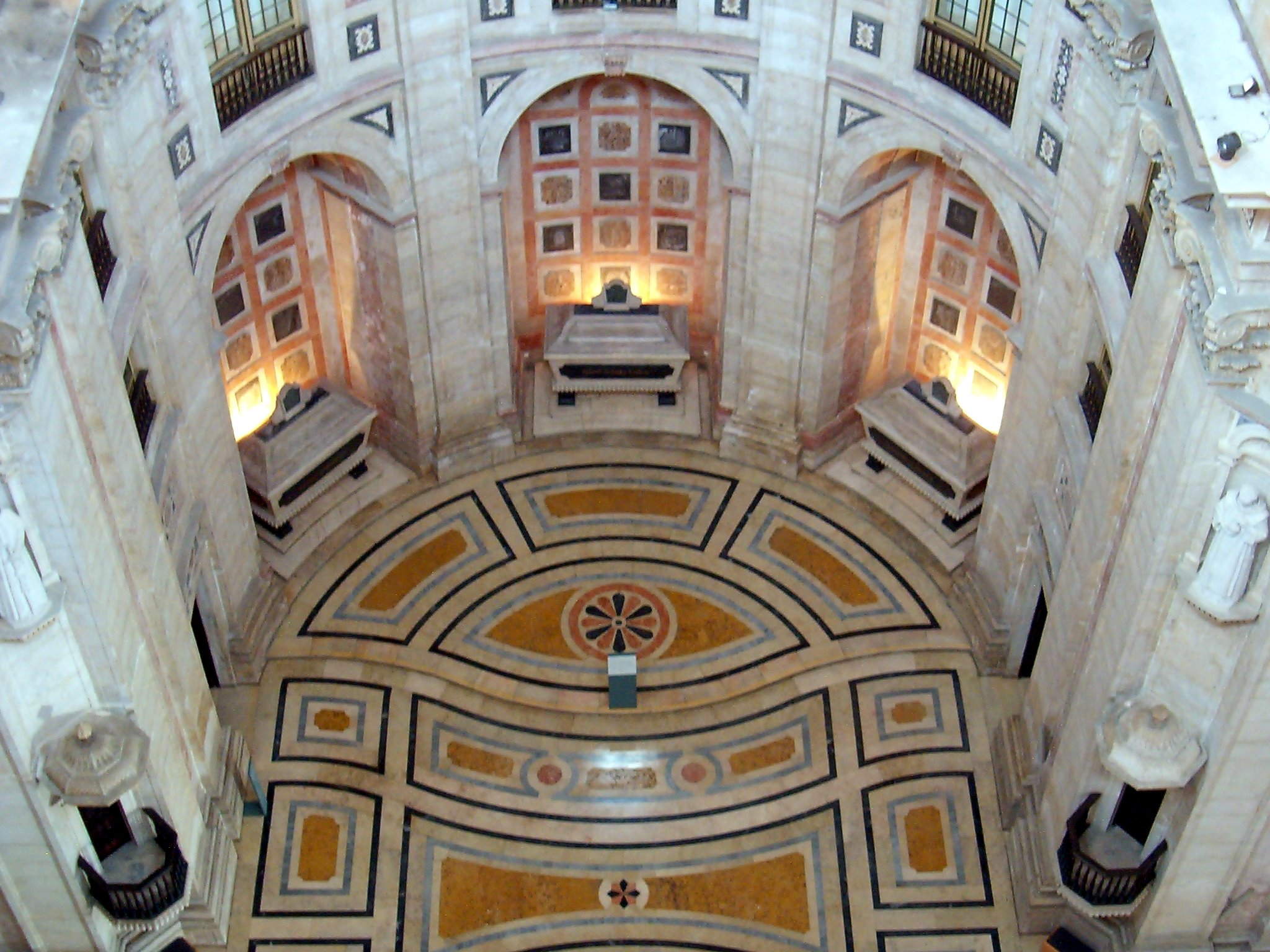
Внутрішній вигляд з купольної частини храму
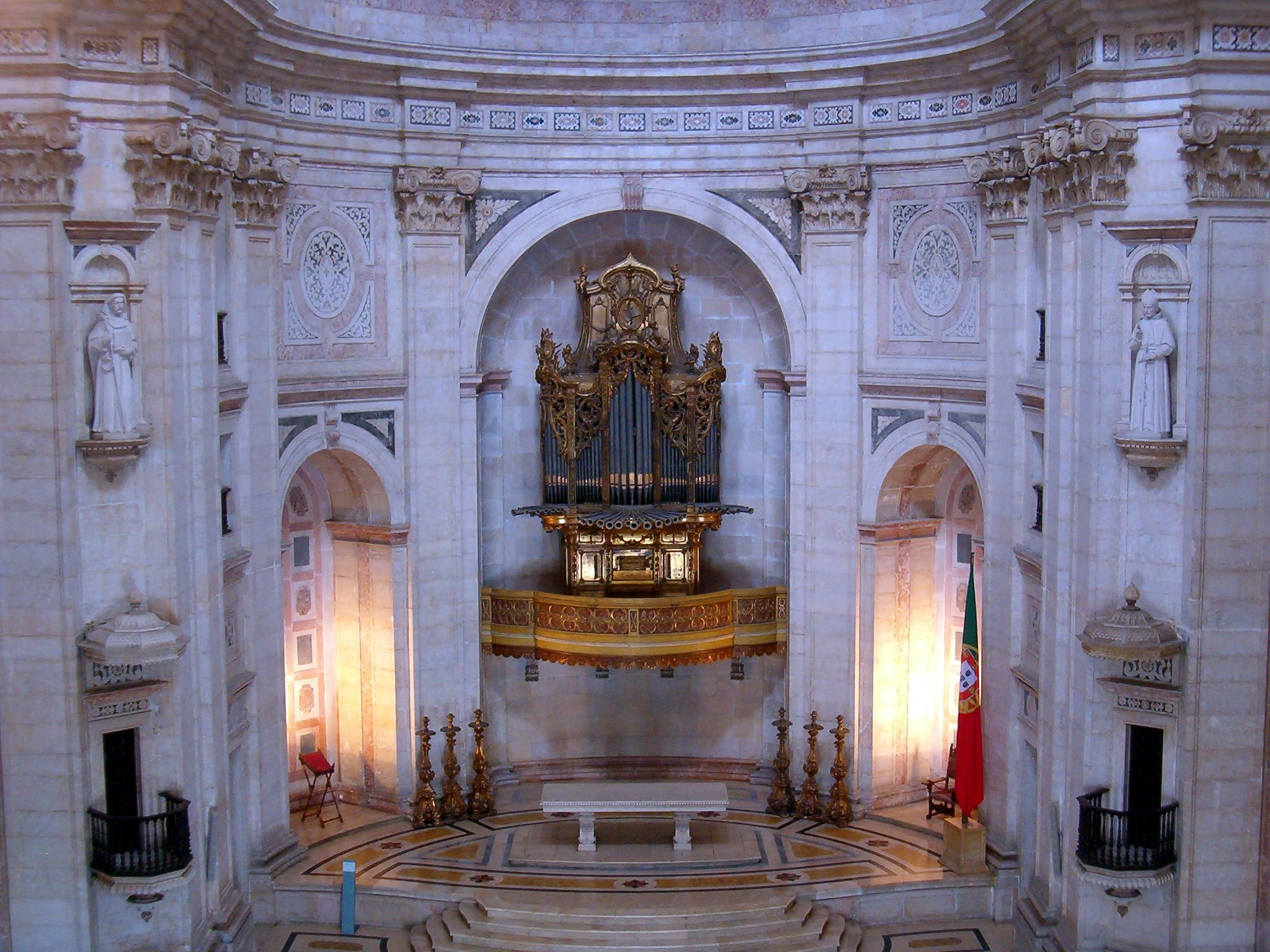
Внутрішній вигляд (орган)